# Microhierax erythrogenys
Il falchetto delle Filippine (Microhierax erythrogenys (Vigors, 1831)) è un uccello rapace della famiglia dei Falconidi.

## Descrizione
È un rapace di piccola taglia, lungo 15–18 cm e con un'apertura alare di 32–37 cm.

## Biologia
Si nutre prevalentemente di insetti, in particolare di libellule, e occasionalmente anche di piccole lucertole.

## Distribuzione e habitat
La specie è endemica delle Filippine. La sua presenza è documentata sulle isole di Luzon, Catanduanes, Mindoro, Panay, Negros, Cebu, Bohol, Samar, Leyte, Calicoan e Mindanao.